# Mousson
Mousson is een gemeente in het Franse departement Meurthe-et-Moselle (regio Grand Est) en telt 121 inwoners (2009). De plaats maakt deel uit van het arrondissement Nancy.

## Geografie
De oppervlakte van Mousson bedraagt 5,8 km², de bevolkingsdichtheid is dus 20,9 inwoners per km².
De onderstaande kaart toont de ligging van Mousson met de belangrijkste infrastructuur en aangrenzende gemeenten.

## Demografie
De figuur toont het verloop van het inwonertal (bron: INSEE-tellingen).